# Return of the Vampire
Return of the Vampire es un álbum recopilatorio de la banda de Mercyful Fate, lanzado en 1992 por Roadrunner Records.

## Lista de canciones
| Return of the Vampire |                           |              |          |  |
| N.º                   | Título                    | Escritor(es) | Duración |  |
| 1.                    | «Burning the Cross»       |              | 5:10     |  |
| 2.                    | «Curse of the Pharaohs»   |              | 6:19     |  |
| 3.                    | «Return of the Vampire»   |              | 4:54     |  |
| 4.                    | «On a Night of Full Moon» |              | 4:59     |  |
| 5.                    | «A Corpse without Soul»   |              | 7:31     |  |
| 6.                    | «Death Kiss»              |              | 3:08     |  |
| 7.                    | «Leave My Soul Alone»     |              | 4:03     |  |
| 8.                    | «M.D.A.»                  |              | 1:31     |  |
| 9.                    | «You Asked for It»        |              | 5:19     |  |

- Temas 1-5: Grabados en Copenhague, Dinamarca, en otoño de 1981, Kharma Studio.
- Tema 6: Grabado en Hull, Inglaterra, en la primavera de 1982.
- Temas 7-8: Grabados en Copenhague, Dinamarca, en el verano de 1981 en Brenner Studio.
- Tema 9: Grabado en Copenhague, Dinamarca, en la primavera de 1981.

- "On a Night of Full Moon" fue el demo original de "Desecration of Souls" del álbum Don't Break the Oath.
- "Death Kiss" fue el demo original de "A Dangerous Meeting" del álbum Don't Break the Oath.
- "Leave My Soul Alone" y "M.D.A." fueron originalmente canciones de Michael Denner's band.
- "You Asked for It" fue el demo original de "Black Masses"; el lado b del sencillo Black Funeral.

## Créditos
- King Diamond